# Riemannsumma
Riemannsumma är ett begrepp inom matematisk analys. 
Summan består av ett antal rektanglar med mycket liten bredd, {\displaystyle dx}, och med en höjd som begränsas av en funktion {\displaystyle f(x)}. Summan bildas genom att addera dessa rektanglar inom ett intervall. Låter vi sedan rektanglarnas bredd gå mot noll, {\displaystyle dx\rightarrow 0}, så går summans värde mot integralen av funktionen inom intervallet.